# Episodi di Huntik - Secrets & Seekers (seconda stagione)
Gli episodi e le trame della seconda serie di Huntik - Secrets & Seekers, un cartone animato realizzato dallo studio italiano Rainbow Spa, basato su un'idea di Iginio Straffi e distribuito in diversi paesi. In Italia è trasmesso da Rai 2.
| nº | Titolo italiano                | Prima TV Italia   |
| -- | ------------------------------ | ----------------- |
| 1  | Il portale su Huntik           | 17 settembre 2011 |
| 2  | La torre di Nostradamus        | 18 settembre 2011 |
| 3  | La caverna dei Casterwill      | 24 settembre 2011 |
| 4  | Il cavaliere della Willblade   | 25 settembre 2011 |
| 5  | La ricerca di Void             | 1º ottobre 2011   |
| 6  | La spirale di sangue           | 2 ottobre 2011    |
| 7  | Den contro Harrison            | 8 ottobre 2011    |
| 8  | Le profezie di Arc             | 9 ottobre 2011    |
| 9  | La missione di Zhalia          | 15 ottobre 2011   |
| 10 | I nuovi Cercatori              | 16 ottobre 2011   |
| 11 | L'alleanza dei Casterwill      | 22 ottobre 2011   |
| 12 | Il Tempio del Sole             | 23 ottobre 2011   |
| 13 | La prova di Sophie             | 29 ottobre 2011   |
| 14 | La guerra della Spirale        | 30 ottobre 2011   |
| 15 | L'infestazione dei Gremlow     | 5 novembre 2011   |
| 16 | Il potere di Umbra             | 6 novembre 2011   |
| 17 | La leadership di Lok           | 12 novembre 2011  |
| 18 | La Sorgente di Anti-Magia      | 13 novembre 2011  |
| 19 | Le ceneri di Phoenix           | 19 novembre 2011  |
| 20 | Un alleato dall'organizzazione | 20 novembre 2011  |
| 21 | Il segreto di Rassimov         | 26 novembre 2011  |
| 22 | Di nuovo a casa                | 27 novembre 2011  |
| 23 | Le parole di Eathon            | 3 dicembre 2011   |
| 24 | Il marchio della spirale       | 4 dicembre 2011   |
| 25 | Lok e il Traditore             | 10 dicembre 2011  |
| 26 | Il ritorno di Dante            | 11 dicembre 2011  |

## Il portale su Huntik
La squadra Huntik invade una base dell'organizzazione alla ricerca della locazione delle cascate del Sud America, dove è scomparso il padre di Lok. Trovato il luogo, la squadra organizza una missione in Perù, ma qui viene attaccata dal malvagio Wilder e dai suoi tirapiedi Hoffman e Stak, intenti ad eliminare la squadra Huntik per ricostruire l'Organizzazione. Sotto le cascate Sophie ripara un antico artefatto Casterwill e Lok riesce a comunicare con suo padre Eathon tramite il suo ologramma. Eathon avverte Lok che un male ben peggiore sta tornando sulla Terra per distruggerla: la Spirale di Sangue, e che deve trovare degli indizi all'interno del suo olotomo.

## La torre di Nostradamus
Lok trova le quartine perdute di Nostradamus all'interno dell'olotomo e la squadra si rende conto che il prossimo indizio è la torre di Nostradamus a Salon, in Francia. Nel frattempo Wilder trova la torre e si mette alla ricerca della Lente Divinatoria di Nostradamus, ma non riesce a trovarla perché può essere vista solo dai Cercatori. La squadra Huntik fa irruzione e sfrutta la trappola magica dei golem per sconfiggere l'Organizzazione. La squadra trova la Lente Divinatoria, con la quale Lok riesce a decifrare le quartine, trovando un messaggio che rivela la loro prossima meta: Avalon, l'isola leggendaria di Re Artù.

## La caverna dei Casterwill
Dante trova la locazione di Avalon e la squadra Huntik parte per l'Inghilterra. Tuttavia trovano una brusca accoglienza: sulla costa vengono attaccati dai guardiani dei Casterwill e si rifugiano in una caverna. Lok, Dante e Zhalia seguono delle tracce e arrivano in una trappola dei guardiani: tuttavia Dante capisce che non sono schierati con l'Organizzazione e tenta di dissuaderli, ma invano. Intanto Sophie, assieme a LeBlanche, trova un passaggio segreto nella caverna dove incontra altri due discendenti dei Casterwill: la Dama del Lago e sua nipote. Sophie viene sottoposta ad una prova perché la Dama si fidi di lei. Alla fine, Sophie, grazie al suo legame con Sabriel riesce a farla ritornare, sotto forma di titano Power-Bonded; inoltre ottiene anche Sorserell, titano gemello di Sabriel. Appena in tempo, la Dama ordina ai guardiani di riporre le armi e questa rivela a Lok che quell'isola non è Avalon, ma può aiutarli a trovarla..

## Il cavaliere della Willblade
Risolto un enigma, la squadra arriva ad Avalon: qui trova un antico castello Casterwill dove al suo interno è custodita la Willblade, arma leggendaria creata dalla figlia maggiore di Lord Casterwill per combattere i Nullificatori. Mentre Sophie sta per legarsi con la spada, Wilder l'attacca alle spalle ma Lok riesce a sconfiggerlo, legandosi con la Willblade per salvare Sophie e ottenendo il Titano Leggendario dei Campioni, Pendragon.

## La ricerca di Void
Mentre la squadra Huntik cerca delle notizie sulla Willblade nella biblioteca dei Casterwill, un'altra squadra composta da due uomini e una donna li scoprono e gli danno battaglia.
In seguito, si viene a sapere che uno di questi è il fratello di Sophie, Lucas.
Lucas dice alla squadra che stanno cercando un titano cattivissimo di nome Void, subito Sophie e Lok si incaricano della missione, durante la quale, secondo il piano di Zhalia, dovranno essere rapiti dall'organizzazione. La signorina Casterwill, con astuzia, riesce a farsi dire dove e nascosto il titano.
Dante e Zhalia, così, si scontrano con Mr Wilder riportando liberi Lok e Sophie.

## La spirale di sangue
La squadra libera Klause, che era stato pietrificato da King Basilisk durante la prima serie, e questi li aiuta a trovare l'ubicazione di Void, nella sua base. Lok riesce a recuperare l'amuleto di Void, ma a questo punto arriva un messaggio di suo padre che gli dice di fuggire, ma è troppo tardi: arriva la Spirale di Sangue, con Rassimov, Wind, Shauna e i fanatici della setta, oltre al gigantesco Shakrit. Dante usa Archwarder per fermate Shakrit, ma Rassimov lo disintegra con Darkvoid e rivela loro che servono "Il Traditore", colui che riporterà i Nullificatori sulla Terra. I nemici si rivelano essere troppo forti e sconfiggono anche l'organizzazione senza difficoltà. Inoltre Shauna recupera Void, necessario per riattivare il marchio della Spirale.
Quindi la squadra Huntik fugge dalla base e Dante si reca al Consiglio Huntik per allarmarli.

## Den contro Harrison
Zhalia torna a Rotterdam, al suo vecchio orfanotrofio: qui però Tantras, uno dei capi della Spirale di Sangue, recluta nuovi fanatici tra gli orfani; tra questi sono presenti due fratelli: Den e Harrison Fears. Harrison viene accecato dal potere e assieme agli altri entra nella Spirale, mentre Den fugge, si lega al titano Vigilante e viene aiutato da Zhalia, che lo farà entrare nella squadra Huntik.

## Le profezie di Arc
La squadra Huntik scopre che l'Anello dell'Arco possiede una volontà propria e al suo interno è racchiuso il Titano Leggendario del Fato, Arc. Quindi la squadra, arrivata a Notre Dame de Paris torna nelle catacombe e, trovato l'anello, Dante, Lock, Sophie e Zhalia si legano all'anello ed entrano nei loro stessi incubi. Zhalia sogna di diventare un adepto della Spirale, Sophie sogna di distruggere l'Universo, Lok evoca Pendragon sotto suggerimento di suo padre e sconfigge dei titani immaginari, mentre Dante rimane turbato dal suo sogno e non ne parla a nessuno..

## La missione di Zhalia
La squadra Huntik va nel Mar Egeo alla ricerca del titano Medusa per recuperarlo prima dell'Organizzazione. Stak si infiltra nella Spirale e come prova deve catturare il titano. La Spirale di Sangue manda un loro consanguineo, Kiel, per tenere sott'occhio il nuovo presunto fanatico, ma la squadra recupera Medusa e sconfigge sia l'Organizzazione che la Spirale. Tornati a Venezia Zhalia decide di abbandonare la squadra per infiltrarsi nella Spirale e lascia a Dante una copia del suo diario nel quale comparirà tutto ciò che Zhalia scrive nel diario originale.

## I nuovi Cercatori
Dopo la partenza di Zhalia per unirsi alla Spirale di Sangue, i cercatori della Fondazione chiedono a Den di unirsi al loro gruppo. Den, però, vuole solo ritrovare e riportare alla ragione suo fratello Harrison. Lok decide di aiutarlo, ricordando le proprie iniziali difficoltà, ma i due vengono attaccati da membri della Spirale. Intanto Zhalia dice alla squadra che la Spirale cerca Den. Lok, Sophie, Dante, Den e Cherit attaccano la Spirale ed escono dallo scontro vincitori e Zhalia diventa la nuova guardia del corpo di Harrison.

## L'alleanza dei Casterwill
Mentre il Consiglio Huntik discute dei recenti problemi, il membro mascherato della prima serie rivela di essere Teien, una Casterwill, e chiede il loro aiuto per salvare il rifugio dei Casterwill nei Cloister di New York. Dante, Lok, Sophie, Cherit e Den sono a Manhattan e quindi gli viene affidato questo caso. Ai Cloister, trovano l'anziano Focauld, che riesce a trasferire tutta la conoscenza e i segreti dei Casterwill dentro un cristallo Cypherdex. Kiel e la Spirale di Sangue li attaccano, e i nostri eroi sono costretti a scappare sul tetto. Respingono la Spirale di Sangue, finché LeBlanche e Santiago arrivano in aiuto sul jet della Fondazione Huntik, usando il nuovo Amplificatore di Poteri per radere al suolo l'area. Lok recupera il Cristallo Cypherdex e scappano. Focauld pensa che Sophie dovrebbe rimanere con la Fondazione Huntik e dimenticarsi dei Casterwill.

## Il Tempio del Sole
Teien Casterwill, un membro del consiglio Huntik, affida una missione a la squadra Huntik, devono andare in sud Messico per trovare la città perduta e calare nel cielo "la stella blu", partono quindi per la missione. Subito Den viene rapito dalla spirale, ma la squadra riesce a liberarlo e a trovare la città perduta. Dante e Sophie lottano contro la spirale, mentre Lok, Den e Cherit risolvono l'eningma dentro la piramide. Lok riesce così a legarsi a Quezalcoatl, il Titano Leggendario delle Invocazioni, e a calare la "stella blu" nel cielo.

## La prova di Sophie
I membri rimanenti dei Casterwill, compresa Nimue, Vivian, Lucas, Focauld e Teien si radunano in una segreta e isolata roccaforte dei Casterwill in Africa, la fortezza Iron Will. Lok, Sophie, e Cherit li raggiungono. Mentre aspettano fuori, Dante e Den rintracciano il padrone di un Titano della Spirale e distruggono un gruppo di membri della Spirale in esplorazione. Nel frattempo, per dimostrare quanto vale, Sophie deve recuperare il Titano Leggendario del Valore, Mythras. Rassimov dice di essere entrato in contatto con il Traditore e sa dell'incontro dei Casterwill. Quindi manda Tantras, Harrison, Kiel e un esercito per distruggerli tutti immediatamente. Zhalia della Spirale va con loro, e continua a cercare di trovare un momento per contattare Dante ed avvertirlo di ciò che sta accadendo. Sophie, Lok e Cherit si addentrano nella montagna. Lok immagina che Cherit sia già stato lì e lo usa per trovare il livello inferiore. Raggiungono una porta che, a quanto pare, solo il "Campione dei Casterwill" può aprire. Aprono la porta insieme, e non è chiaro chi in realtà l'abbia fatto. All'interno, trovano la statua di un Leone sorvegliata da dei fantasmi. Lok tiene alla larga gli aggressori, mentre Sophie va a legarsi con il Titano, ma non ci riesce e Lok capisce che non ci riesce perché quello è il Titano del Valore, e Sophie potrà legarsi a lui solo se è convinta di poterlo fare. Sophie fuga ogni dubbio e si lega al Titano. Den e Dante, intanto, stanno esplorando la zona all'esterno, quando Den percepisce con il suo tatuaggio i membri della Spirale, corre a cercarli. Dante lo segue. Zhalia usa il suo diario per cercare di contattare Dante, ma Tantras la vede. Zhalia riesce ad invocare Gareon Powerbonded, ottenendo il potere di confondere i ricordi, anche di Cercatori forti, e poi colpisce Tantras. Den raggiunge una scogliera e si guarda intorno, avvistando l'esercito della Spirale proprio mentre Dante riceve il messaggio di Zhalia.

## La guerra della Spirale
Quando la Spirale attacca Iron Will, Tantras invoca un titano in grado di generare insetti volanti; allora Dante, Lok e Dan cercano di distruggerlo, mentre Sophie e Nimue stanno a guardia delle porte e gli antichi guardiani Casterwill preparano una magia segreta. Lucas, che dapprima non prende parte alla battaglia, viene convinto dalla sua squadra a combattere, e Dan affronta di nuovo suo fratello Harrison. Per impedire che i nemici entrino nella fortezza, lady Nimue invoca una magia distruttrice che però le costa la vita. Dopo ciò, Sophie riesce a superare la sua paura per Kiel e batterlo, invocando Mythras e Sorcerell PowerBonded. Questo però, aiutato da Tantras, invoca un potentissimo titano che viene sconfitto da Lok con la Willblade e dai Casterwill, che terminano il rito liberando i titani della fortezza. Quando Dante, aiutato da Zhalia, sconfigge il titano madre, la Spirale deve ritirarsi. Sophie dona quindi Mythras alla nipote di Nimue, Vivian, e viene acclamata nuova guida dei Casterwill e dama del lago.

## L'infestazione dei Gremlow
Dante si trova in California, dove sta cercando un tempio sotterraneo seguendo le indicazioni del padre di Lok. Nel frattempo Lok, Den, Sophie e Cherit sono ad Hamelin, la città tedesca del pifferaio magico. Lì incontrano Guggenheim, che sostituirà Dante in una missione: la squadra deve risolvere il mistero della cattedrale per trovare il leggendario amuleto del Titano Gremlow e il mistico flauto di Hamelin.

## Il potere di Umbra
Lok, Den, Sophie e Cherit vanno in una riserva indiana Kumeyaay nella Bassa California per incontrare Dante. L'Organizzazione li attacca appena toccano terra, ma la squadra riesce a sconfiggerli in un inseguimento ad alta velocità. Poi incontrano Galen e Teeg, due Cercatori pellerossa Kumeyaay esperti di Cortez. Si scambiano impressioni ed escogitano un piano. Den impara molte cose da Teeg e gli viene affidato un nuovo Titano, Kaioh the Tracker. Dante porta la squadra nel Mar della California, conosciuto anche come il Mar di Cortez. Dante porta Lok, Sophie, Den e Cherit all'entrata sott'acqua, ma cadono in una trappola dell'Organizzazione e Den viene catturato. Mr.Wilder costringe Cherit ad usare il flauto di Hamelin per avere il controllo sul Titano guardiano, Conquistador, e quindi aprire la porta. All'interno, la squadra deve affrontare le trappole di Cortez e l'Organizzazione contemporaneamente. Dante riesce a liberarsi per prendere il Titano Leggendario delle Dimensioni, Umbra the Shadow Jaguar, mentre Lok mostra le sue qualità di leader e dirige il resto della squadra. Poi il posto inizia a franare e Dante porta tutti in salvo grazie al potere di teletrasporto di Umbra. Ora i nostri eroi possono raggiungere la Spirale, devono solo sapere dove si trova.

## La leadership di Lok
Lok viene mandato a condurre la sua prima missione. Insieme a Sophie, Cherit e Den, arriva al Castello di Vlad l'Impalatore, per aiutare la squadra della Fondazione Huntik che si trova già lì ad occuparsi del Titano selvaggio, Antedeluvian. Dante è tornato dal suo vecchio maestro di arti marziali, in Cina, per allenarsi per le prossime battaglie. Lì, impara un nuovo potere, Copykind, che gli permette di usare personalmente le abilità speciali dei suoi Titani. Nel frattempo, Tantras, Harrison e Zhalia della Spirale vengono mandati al Castello di Vlad per trovare il Cuore di Vlad, che accelererà l'apertura della Spirale. Lok e il suo gruppo incontrano Tantras e la sua squadra e combattono nel Castello. Harrison riesce ad Invocare Antedeluvian Powerbonded, ma grazie alla buona guida di Lok, i nostri eroi se la stanno cavando bene, nonostante il potere del nemico. Poi Tantras attiva il Cuore di Vlad, e sembra che Lok e gli altri non riusciranno a fermarlo in tempo. Zhalia della Spirale, mentre sta combattendo contro Sophie, capisce che i nostri eroi stanno per perdere. Poi arriva Dante usando il potere di Umbra e sconfigge Tantras. Il Cuore si ritorce contro Tantras, distruggendo completamente i suoi poteri da Cercatore. Il nemico scappa con Antedeluvian, ma i nostri eroi hanno evitato un problema ben più grande distruggendo il Cuore di Vlad.

## La Sorgente di Anti-Magia
in questo episodio il team huntik si trova in Indonesia alle basi di un vulcano, seguendo le indicazioni delle quartine lasciate da Eathon Lambert (il padre di Lok) scoprono che il vulcano è protetto da una barriera prodotta dalla magnetite, una roccia misteriosa che blocca completamente il flusso della magia nella zona, impedendo ai cercatori di usare poteri e titani. Con l'aiuto del poderoso Montehue e Tersly entrano in una galleria che successivamente sbuca in un labirinto dove al centro c'è un'enorme triangolo. Dopo numerose strade percorse capiscono che la magnetite era il triangolo all'inizio del labirinto. Con fatica e coraggio la squadra riescono a distruggerla riattivando così poteri e titani a scapito della spirale che crede che la magnetite sia ancora attiva.

## Le ceneri di Phoenix
Shauna, Wind e alcuni uomini stanno scavando nella lava di un vulcano in cerca del Titano Leggendario della Rinascita, Phoenix. Su, in alto, hanno lasciato un grande numero di guardie. La squadra della Fondazione Huntik, più Montehue e Tersly piazzano una trappola nei boschi e poi ci attirano le guardie. Montehue e Tersly rimangono indietro per assicurarsi che nessuno segua il resto della squadra. Poi Dante, Lok, Sophie, Cherit e Den gli vanno dietro e scendono dentro il Vulcano. Usando l'indizio di Nostradamus, capiscono in quale cratere si trova l'Amuleto. I nemici non si aspettano che possano usare i poteri, e i nostri eroi attaccano Wind e Shauna e li legano. I nostri eroi provano alcuni Poteri per tirare fuori dalla lava l'Amuleto di Phoenix, ma nessuno funziona. Wind scappa grazie alla sua capacità di usare i Poteri senza fare rumore, e libera Shauna. Attaccano di sorpresa i nostri eroi con i loro Titani più forti. Ormai in una situazione disperata, Sophie salta nella lava ed il vulcano erutta, e Phoenix sale su con Sophie sulle spalle. Schivando la lava, Shauna e Wind fuggono. Ora che Sophie ha il suo Titano Leggendario, è pronta a guidare i Casterwill contro la Spirale di Sangue.

## Un alleato dall'organizzazione
Dante, Lok, Sophie, Den e Cherit vanno sull'isola di Sutos per chiedere a Grier di aiutarli a combattere Rassimov. Gli uomini di Grier hanno già avuto degli scontri con la Spirale di Sangue, e Grier non apprezza la sua natura distruttiva. Grier porta i nostri eroi al Castello del Professore per recuperare i file nascosti di Rassimov. Mr. Wilder ed i suoi uomini li stanno aspettando, e cercano di difendere il castello. C'è un grande scontro. Lok, Den e Cherit si separano dagli altri e vanno nella stanza di Simon Judeau, dove Lok trova la chiave d'accesso ai file segreti del Professore. Mr. Wilder cerca di attaccare Lok, ma Grier lo salva e sconfigge Wilder una volta per tutte.

## Il segreto di Rassimov
Harrison dopo un allenamento va a trovare il maestro che lo ha fatto entrare nella spirale, Tantras, che spiega al discepolo che non fa più parte del cerchio dei consaguinei visto che la magia di Vlad Dracul gli ha prosciugato quasi tutte le forze e invita Harrison ad entrare nel cerchio dandogli anche i suoi titani bazirad said e gerico. Intanto a casa di Dante Metz si mette in contatto con la squadra Huntik per dargli una nuova missione, ovvero quella di catturare Rassimov nel deserto e manda a Dante un nuovo titano molto utile. 
Harrison, una volta diventato membro della confraternita della spirale, accompagna Rassimov in Egitto per trovare la collana di Thutankamon che si trova nella tomba del faraone dove si può aver accesso solo con la chiave di Nefertiti.
La squadra Huntik interviene e riesce a vincere la battaglia grazie ad Ariel che diventerà power bonded e Meftrom. Così bloccano Rassimov facendo scappare Harrison. Una volta prigioniero Rassimov viene privato dei suoi Titani.
La squadra Huntik, mentre Rassimov viene portato via, si addentra nella tomba e prende la collana. Ritorna Harrison che, recuperate le forze, libera il capo della spirale di sangue. A questo punto la squadra Huntik combatte nuovamente contro Rassimov, ma stavolta perde visto che Rassimov aveva nascosto nel suo corpo il Titano Leggendario della Guerra, Legion, che ha il potere di assorbire i titani. Durante la battaglia Legion assorbe Lindorm, il titano di lok. Alla fine Solwing, il primo titano che Dante ha evocato, prende la collana dal suo cercatore per salvare la vita alla squadra e viene assorbito.

## Di nuovo a casa
Lok, Dante, Sophie e Den si stanno rimettendo in forze a casa della madre di Lok, in Irlanda, dopo la loro sconfitta contro Rassimov. Den è felice di far parte di una famiglia, ma tutti hanno dei problemi a tenere i loro Poteri nascosti alla sorella di Lok. Quella notte, Lok sogna suo padre: sembra lontano e si vede solo al chiaro di luna. Arriva Scarlet e chiede aiuto per trovare Tir Na Nog, il leggendario castello fantasma irlandese. Dato che Eathon è stato là, Lok crede che ci sia un legame con il suo sogno. La notte dopo la squadra Huntik va ad indagare. Quando un punto speciale viene colpito dalla luce della luna, appare la città galleggiante. La squadra si arrampica fino a raggiungere la città, ma poi un'ombra copre la luna per un istante, e a Tir Na Nog compare un buco e Lok ci cade dentro. Dante manda Umbra a cercarlo. Poi la squadra viene attaccata da un'ondata infinita di Titani. Lok è bloccato tra le dimensioni e lì suo padre riesce a parlargli brevemente. Eathon insegna a Lok come legarsi bene alla Willblade, e proprio prima di sparire, ricorda a Lok che la Stella Blu è un Titano Leggendario. Nel frattempo, Dante è stanco per aver invocato Umbra, e anche gli altri sono sfiniti dall'infinita ondata di Titani. In questo punto appare Lok, che invoca il Titano Leggendario Pendragon spazzando via tutti i nemici e recuperando gli amuleti dei titani Dullahan e Firbolg. Lok non vede l'ora di andare a mettere alla prova Rassimov di nuovo. Per qualche motivo, quell'incontro con suo padre gli è sembrato diverso e più speciale di tutti gli altri.

## Le parole di Eathon
La Spirale di sangue può attivare il marchio solo nella notte più lunga dell'anno. Il giorno è arrivato e la squadra va nella tomba di Nostradamus per ritrovare l'ultima profezia del veggente Casterwill, indicato da Eathon alla squadra per mezzo di un indovinello nascosto nel suo olotomo. Intanto il Traditore, evocato da Rassimov, ordina ai suoi seguaci di andare ad uccidere la giovane Sophie. Di questo compito viene incaricato Marduk, che fallirà e permetterà ai suoi nemici di trovare l'ultima profezia. Zhalia finalmente informa Dante sul luogo dove si trova il marchio della spirale, cioè sull'altopiano siberiano. Una volta informata la Fondazione, Metz dice a Dante di aspettarli lì e che passeranno a prelevarli, ma Dante, Lok, Sophie e Den partono immediatamente con Umbra.

## Il marchio della spirale
Dante, Sophie, Cherit, Den e Lok attaccano la Base della Spirale di Sangue. Den va a cercare suo fratello diventando invisibile mediante un potere. Gli altri combattono contro Rassimov e Legion. Lok scopre il punto debole del Titano Leggendario grazie a un suggerimento di Cherit e la squadra lo distrugge. Nella confusione, ne approfittano per aprirsi una strada per Sophie in modo che possa colpire il centro del Marchio della Spirale con Phoenix, per realizzare la profezia. Tuttavia, Cherit riesce finalmente a mettere insieme tutti i pezzi del puzzle e capisce che è Lok il Campione dei Casterwill di cui si parla nella quartina. Lok colpisce il centro del Marchio della Spirale con la Willblade. Ma qualcosa non va, il Marchio della Spirale viene improvvisamente aperto. Appare il Traditore in una forma semitrasparente, tipo fantasma, e rivela di aver manipolato tutti gli eventi fino ad allora, comprese le quartine di Nostradamus, per assicurarsi che quel momento sarebbe arrivato. Lok ha chiamato la Cometa Rossa, che presto si schianterà contro il Marchio, distruggendo la Fondazione Huntik, La Spirale di Sangue e i Casterwill (i rinforzi dei Casterwill e della Fondazione arriveranno prima dell'impatto della cometa, e le comunicazioni sono interrotte), e inoltre segnalerà l'arrivo dei Nullificatori. In un colpo solo eliminerà tutti i suoi nemici, quelli che potrebbero volere il suo potere, e raggiungerà così il suo obiettivo finale. Tutti sono distrutti dalla notizia. Rassimov dice che lui lo aveva capito e che per questo ha preso la Collana di Re Tut. Con Void, si telestrasporta nello spazio per intercetta la Cometa e cerca di controllarne il potere attraverso la Collana, ma non succede nulla e la cometa lo disintegra. Alla fine, non avendo altra scelta, Dante decide di distruggere personalmente la Cometa. Sophie gli consegna Phoenix affinché possa aiutarlo e, prima di essere bloccato da Wind e Shauna, si teletrasporta con Umbra.

## Lok e il Traditore
Den e Harrison si scontrano nello ziggurat sotterraneo del Traditore; Zhalia li sta osservando. Harrison è in vantaggio con Antedeluvian Powerbonded, ma Den si salva grazie a Vigilante Powerbonded. Zhalia finisce col salvare entrambi i ragazzi dall'esplosione, mentre lo ziggurat emerge al centro del Marchio della Spirale. Lì, mentre arrivano la Fondazione, la Spirale di Sangue e i Casterwill, la mummia del Traditore torna in vita e promette di ripristinare il Marchio della Spirale. Dice che il sacrificio di Dante è stato inutile. Lok non è d'accordo, dice che Dante non si sarebbe sacrificato se non avesse saputo che gli altri avrebbero potuto vincere anche senza di lui. Lok guida i Casterwill e la Fondazione Huntik contro la Spirale di Sangue. Il Traditore evoca il suo titano più forte: Demigorgan, il Titano Leggendario del Tradimento, che era camuffato da Olotomo di Eathon. C'è una grande battaglia, e Lok e Sophie vengono fatti cadere in una buca. Vedendo ciò che sta accadendo, Zhalia dice ad Harrison di essere una spia e se ne va. Zhalia va a salvare la squadra da Demigorgan, ma viene quasi uccisa. Harrison la salva, ribellandosi contro la Spirale di Sangue. Den e Harrison combattono fianco a fianco per sconfiggere il nemico.

## Il ritorno di Dante
Mentre i difensori dei castelli, la Fondazione Huntik, e la Spirale di Sangue continuano a combattere, Lok e gli altri affrontano il Traditore e il Titano Leggendario del Tradimento, Demigorgan. Demigorgan usa la sua abilità speciale che distorce il legame tra Titano e Cercatore. La squadra Huntik è sconvolta da questa abilità. Durante un momento di paura Sophie piange e confida a Lok che ha paura che se il mondo finisca di non vederlo più. Lok viene quasi ucciso, ma poi riesce ad invocare Pendragon Powerbonded. Sophie e Lok si scambiano idee su come il Traditore abbia usato l'Olotomo finto e Lok capisce che, quando suo padre gli fece visita a Tir Na Nog, era tutto vero. Lok mette in pratica quello che suo padre gli ha detto quella notte per invocare il titano leggendario Quezalcoatl, sconfiggendo Demigorgan con il potere di entrambi i suoi Titani Leggendari. Tuttavia, adesso non ha più forza e il Traditore decide di andare ad attivare lui stesso il Marchio della Spirale. La squadra Huntik cerca di fermarlo, ma sono tutti troppo deboli. Sandra e Lucas mettono in atto il loro piano per fermare il Traditore, colpendolo con i loro titani e poteri distruggendolo ma con loro grande orrore il Traditore risorge ripetutamente dal marchio e abbatte i titani e i cercatori con un'ondata di energia. Zhalia poi vede l'ultimo messaggio di Dante sul suo diario: "non ti libererai di me tanto facilmente". Così Dante fa il suo grande rientro in scena, essendo sopravvissuto grazie l'aiuto di Phoenix. Dante affronta a sua volta il Traditore ma anche Dante rischia di soccombere ma, grazie all'indizio del vero Nostradamus che Lok e Sophie hanno trovato scoprono il punto debole del Traditore: il simbolo della spirale impresso sulla schiena. il Traditore viene distrutto definitivamente da Lok che riesce a colpirlo sulla schiena. Alla fine Dante viene promosso a capo della fondazione Huntik, mentre Lok viene messo a capo della squadra e parte alla ricerca di suo padre, seguito da Sophie, Zhalia, Dan e Cherit.